# Campionato Europeo Velocità 2010
Il campionato Europeo Velocità 2010 è stato la trentesima edizione della competizione motociclistica Europea.

## Stagione
La classe Superstock 600 del campionato Europeo si disputa in concomitanza con le gare in territorio europeo del campionato mondiale Superbike, pertanto il calendario si articola in dieci prove con inizio il 27 marzo e termine il 2 ottobre.
Per quanto concerne le altre tre categorie, ossia la classe 125, la Supersport e la Superstock 1000, i titoli sono stati assegnati tramite gara unica il 24 ottobre presso il circuito di Albacete in Spagna.
Nella classe 125, dove partecipano sei case costruttrici, si impone lo spagnolo Maverick Viñales con un'Aprilia RS125R del team di Hume Racing. Viñales taglia il traguardo con un margine di oltre quattro decimi sul compagno di marca Miguel Oliveira. Terzo, a 17 secondi, si posiziona Álex Rins con una Derbi del team Monlau. Nella Supersport il titolo va a Carmelo Morales su una Yamaha YZF-R6 del team Laglisse. Secondo, a quasi sei secondi dal vincitore, si classifica Marko Jerman su Triumph del team MD Jerman; terzo Raymond Schouten a undici secondi da vincitore. Nella graduatoria riservata agli under 20 si impone Albert Santamaría, anch'egli su Yamaha.
Il campione Europeo della Superstock 1000 è Santiago Barragán, su di una Honda del team Extremadura Junior, che chiude la gara con poco più di cinque secondi di vantaggio sul connazionale Bernat Martínez (classifcatosi secondo anche nell'edizione precedente). Equipaggiato con Ducati, al terzo posto si posiziona Xavier Del Amor. La classifica speciale riservata ai piloti under 20 va a Enric Ferrer, anch'egli su Ducati.

## Calendario
| Data       | Nazione | Circuito | Vincitori        | Vincitori       | Vincitori         |
| Data       | Nazione | Circuito | classe 125       | Supersport      | Superstock 1000   |
| ---------- | ------- | -------- | ---------------- | --------------- | ----------------- |
| 24 ottobre | Spagna  | Albacete | Maverick Viñales | Carmelo Morales | Santiago Barragán |

## Le classi

### Classe 125
Fonte:

#### Arrivati al traguardo
| Pos. | Nº | Pilota                     | Squadra                  | Motocicletta | Giri | Tempo     |
| ---- | -- | -------------------------- | ------------------------ | ------------ | ---- | --------- |
| 1º   | 25 | Maverick Viñales           | Hune Racing              | Aprilia      | 18   | 28:23.721 |
| 2º   | 44 | Miguel Oliveira            | T.Oliveira CurvaCero     | Aprilia      | 18   | +0.457    |
| 3º   | 42 | Álex Rins                  | Monlau Comp.             | Derbi        | 18   | +17.094   |
| 4º   | 19 | Alessandro Tonucci         | Junior GP                | Aprilia      | 18   | +20.960   |
| 5º   | 7  | Mattia Tarozzi             | Faenza Racing            | Aprilia      | 18   | +30.851   |
| 6º   | 23 | Álex Márquez               | Monlau Comp.             | Derbi        | 18   | +31.372   |
| 7º   | 70 | Luigi Morciano             | Junior GP                | Aprilia      | 18   | +31.796   |
| 8º   | 74 | Niklas Ajo                 | Monlau Comp.             | Derbi        | 18   | +40.652   |
| 9º   | 9  | Toni Finsterbusch          | Freudenberg RT           | KTM          | 18   | +41.298   |
| 10º  | 41 | Luca Grünwald              | Freudenberg RT           | Honda        | 18   | +47.725   |
| 11º  | 80 | Armando Pontone            | Junior GP                | Aprilia      | 18   | +50.060   |
| 12º  | 36 | Joan Perello               | Sag Castrol              | Honda        | 18   | +50.292   |
| 13º  | 95 | Miroslav Popov             | Ellegi Racing            | Aprilia      | 18   | +57.138   |
| 14º  | 6  | Romano Fenati              | Ellegi Racing            | Aprilia      | 18   | +57.199   |
| 15º  | 28 | Josep Rodriguez            | Hune Racing              | Aprilia      | 18   | +57.515   |
| 16º  | 73 | Manuel Tatasciore          | Junior GP                | Aprilia      | 18   | +58.169   |
| 17º  | 86 | Henning Flathaug           | AB Racing                | Honda        | 18   | +1:05.535 |
| 18º  | 83 | Morgan Berchet             | Xtreme Racing            | Honda        | 18   | +1:05.605 |
| 19º  | 75 | Ivo Lopes                  | H43 FMPortugal           | Aprilia      | 18   | +1:07.334 |
| 20º  | 17 | John McPhee                | Steps Faoundaton KRP     | Honda        | 18   | +1:08.878 |
| 21º  | 88 | Fraser Rogers              | Steps Faoundaton KRP     | Honda        | 18   | +1:09.085 |
| 22º  | 72 | Kevin Calia                | Rumi 125GP               | Rumi         | 18   | +1:18.918 |
| 23º  | 64 | Wayne Tessels              | Waynes Racing            | Honda        | 18   | +1:26.292 |
| 24º  | 24 | Ladislav Chmelik           | Team Chmelik             | Aprilia      | 18   | +1:26.443 |
| 25º  | 21 | Jerry Van De Bunt          | Jerrysracingteam         | Honda        | 18   | +1:26.632 |
| 26º  | 5  | Roy Pouw                   | Team Holland             | Aprilia      | 18   | +1:26.757 |
| 27º  | 90 | Kevin Szalai               | Eq.France Vites.Espo     | Honda        | 18   | +1:35.332 |
| 28º  | 33 | Stefanjunior Lichtenberger | StefanJunior R.T.Austria | Honda        | 17   | +1 giro   |
| 29º  | 4  | Miguel Poyatos             | Mallorca New Limit       | Aprilia      | 17   | +1 giro   |
| 30º  | 12 | Emil M. Petersen           | Nordgren Racing          | Honda        | 17   | +1 giro   |
| 31º  | 55 | Pepijn Bijsterbosch        | RTBijsterbosch           | Seel Honda   | 17   | +1 giro   |
| 32º  | 61 | Ernst Dubbink              | RV Racing                | Honda        | 17   | +1 giro   |
| 33º  | 46 | Joakim Gulliksen           | Team Gulliksen           | Honda        | 17   | +1 giro   |

#### Ritirati
| Nº | Pilota           | Squadra              | Motocicletta | Giri |
| -- | ---------------- | -------------------- | ------------ | ---- |
| 11 | Jorge Navarro    | Mir Racing           | Aprilia      | 15   |
| 89 | Alan Techer      | PMS Team WRT Junior  | Aprilia      | 13   |
| 34 | Daniel Ruiz      | Larresport           | Honda        | 12   |
| 76 | Hiroki Ono       | Rumi 125GP           | Rumi         | 6    |
| 60 | Gregory Di Carlo | Eq.France Vites.Espo | Honda        | 5    |
| 49 | Andrea Touskova  | Moto 82              | Honda        | 5    |
| 77 | Marvin Fritz     | LHF-Project Racing T | Honda        | 2    |

### Supersport
Fonte:

#### Arrivati al traguardo
| Pos. | Nº | Pilota            | Squadra             | Motocicletta | Giri | Tempo     |
| ---- | -- | ----------------- | ------------------- | ------------ | ---- | --------- |
| 1º   | 31 | Carmelo Morales   | Gigaset Laglisse    | Yamaha       | 20   | 30:59.145 |
| 2º   | 25 | Marko Jerman      | MD Team Jerman      | Triumph      | 20   | +5.756    |
| 3º   | 85 | Raymond Schouten  | Verolme GrafiCom RT | Yamaha       | 20   | +11.212   |
| 4º   | 48 | Albert Santamaria | Prolimit Raging     | Yamaha       | 20   | +13.134   |
| 5º   | 59 | Alex Schacht      | Scacht Racing       | Honda        | 20   | +14.321   |
| 6º   | 99 | Tony Coveña       | Econocom            |              | 20   | +31.292   |
| 7º   | 84 | Mackels Bastien   | Fun Concept Bike T. | Honda        | 20   | +32.122   |
| 8º   | 8  | Randy Gevers      | James Walker RT     | Yamaha       | 20   | +39.844   |
| 9º   | 33 | Yves Polzer       | MRC Austria         | Yamaha       | 20   | +44.685   |
| 10º  | 88 | Jaroslav Cerny    | Bily Racing         | Yamaha       | 20   | +44.848   |
| 11º  | 7  | Igor Kalab        | Otomoto Racing T.   | Yamaha       | 20   | +45.088   |
| 12º  | 72 | Fredrik Karlsen   | Team Karlsen        | Yamaha       | 20   | +45.538   |
| 13º  | 65 | Carlos Garcia     | Yamaha Motorsport   | Yamaha       | 20   | +47.998   |
| 14º  | 71 | Thomas Berghammer | Team Berghammer     | Honda        | 20   | +52.175   |
| 15º  | 27 | Jaime Ferrer      | Gigaset Laglisse    | Yamaha       | 20   | +53.662   |
| 16º  | 26 | Twan van Poppel   | James Walker RT     | Yamaha       | 20   | +58.145   |
| 17º  | 95 | Eric Lindroth     | Team Lindroth       | Honda        | 20   | +58.207   |
| 18º  | 39 | Martin Pärtelpoeg | Äksi Motoklubi T.39 | Triumph      | 20   | +1:25.637 |
| 19º  | 61 | Alexey Ivanov     | SMP                 | Honda        | 20   | +1:32.570 |
| 20º  | 98 | Reko Nieminen     | Team Nieminen       | Yamaha       | 20   | +1:33.269 |
| 21º  | 47 | Raúl Martinez     | GTM Medes           | Yamaha       | 19   | +1 giro   |
| 22º  | 16 | Julio D. Palao    | JD Racer            | Kawasaki     | 19   | +1 giro   |
| 23º  | 24 | Juan Gonzalez     | Mas Gas             | Yamaha       | 19   | +1 giro   |
| 24º  | 82 | Karel Pešek       | Moto 82             | Yamaha       | 17   | +3 giri   |

#### Ritirati
| Nº | Pilota           | Squadra            | Motocicletta | Giri |
| -- | ---------------- | ------------------ | ------------ | ---- |
| 14 | Lucas Del Valle  | Mas Gas            | Honda        | 15   |
| 37 | David Pros       | Zero R.Motorsport  | Triumph      | 7    |
| 53 | Jos van der AA   | Viceversa-AARacing | Yamaha       | 5    |
| 17 | Antonio Gallardo | Almassora Comp.    | Yamaha       | 1    |
| 13 | Javier Martinez  | DelfiNet-Mingo RT  | Yamaha       | 1    |

### Superstock 1000
Fonte:

#### Arrivati al traguardo
| Pos. | Nº | Pilota            | Squadra              | Motocicletta | Giri | Tempo     |
| ---- | -- | ----------------- | -------------------- | ------------ | ---- | --------- |
| 1º   | 51 | Santiago Barragán | Extremadura Junior T | Honda        | 20   | 30:29.513 |
| 2º   | 76 | Bernat Martínez   | Team Bernat          | Yamaha       | 20   | +5.313    |
| 3º   | 34 | Xavier Del Amor   | Ducati Barcelona     | Ducati       | 20   | +6.352    |
| 4º   | 12 | Javier Forés      | BMW Motorrad         | BMW          | 20   | +6.592    |
| 5º   | 23 | Adrián Bonastre   | Amalgama Team        | Ducati       | 20   | +17.936   |
| 6º   | 22 | Ivan Goi          | Ecodem Racing        | Aprilia      | 20   | +18.701   |
| 7º   | 55 | Michal Filla      | BMW Invelt           | BMW          | 20   | +26.532   |
| 8º   | 25 | Patric Muff       | TKR Suz.Switzerland  | Suzuki       | 20   | +32.116   |
| 9º   | 56 | Nicklas Cajback   | SKAB Racing          | Honda        | 20   | +35.036   |
| 10º  | 69 | Enric Ferrer      | Dues Rodas Comp.     | Ducati       | 20   | +38.923   |
| 11º  | 59 | Peter Politiek    | MRTT Hoegee Suzuki   | Suzuki       | 20   | +39.047   |
| 12º  | 65 | Ole B. Plassen    | Plassen Racing T.    | Ducati       | 20   | +48.637   |
| 13º  | 92 | David Juhasz      | BR Organisation      | Honda        | 20   | +1:02.034 |
| 14º  | 24 | Tage Solberg      | Solberg-racing.com   | Honda        | 20   | +1:05.639 |
| 15º  | 35 | Allard Kerkhoven  | Putoline Oil R.T.    | Yamaha       | 20   | +1:07.157 |
| 16º  | 33 | Carl Berthelsen   | T.Suzuki Normay      | Suzuki       | 20   | +1:12.214 |
| 17º  | 64 | Alfonso Ho        | Mallorca New Limit   | Yamaha       | 20   | +1:28.754 |

#### Ritirati
| Nº | Pilota        | Squadra           | Motocicletta | Giri |
| -- | ------------- | ----------------- | ------------ | ---- |
| 41 | Greg Junod    | Fo41tyone         | Suzuki       | 10   |
| 32 | Manuel Tirado | Medes Eq.Carreras | Yamaha       | 3    |

### Superstock 600

#### Prime cinque posizioni
| Posizione | Pilota              | Motocicletta | Portogallo (bandiera) | Spagna (bandiera) | Paesi Bassi (bandiera) | Italia (bandiera) | San Marino (bandiera) | Rep. Ceca (bandiera) | Regno Unito (bandiera) | Germania (bandiera) | Italia (bandiera) | Francia (bandiera) | Punti |
| --------- | ------------------- | ------------ | --------------------- | ----------------- | ---------------------- | ----------------- | --------------------- | -------------------- | ---------------------- | ------------------- | ----------------- | ------------------ | ----- |
| 1         | Jérémy Guarnoni     | Yamaha       | 1                     | 3                 | 2                      | 1                 | 1                     | 1                    | 3                      | 1                   | 6                 | Rit                | 187   |
| 2         | Florian Marino      | Honda        | NC                    | 1                 | 1                      | 3                 | 2                     | 2                    | 2                      | 8                   | 1                 |                    | 159   |
| 3         | Dino Lombardi       | Yamaha       | 7                     | 4                 | 3                      | Rit               | 11                    | 3                    | 5                      | 4                   | 10                | 2                  | 109   |
| 4         | Federico D'Annunzio | Yamaha       | 9                     | 5                 | 4                      | 2                 | 6                     | 7                    |                        | 7                   | 13                | 6                  | 92    |
| 5         | Davide Fanelli      | Honda        | 5                     | 6                 | 12                     | Rit               | 4                     | 4                    | 4                      | 9                   | 7                 | 19                 | 80    |
| Posizione | Pilota              | Motocicletta | Portogallo (bandiera) | Spagna (bandiera) | Paesi Bassi (bandiera) | Italia (bandiera) | San Marino (bandiera) | Rep. Ceca (bandiera) | Regno Unito (bandiera) | Germania (bandiera) | Italia (bandiera) | Francia (bandiera) | Punti |

| Legenda | 1º posto        | 2º posto            | 3º posto            | A punti      | Senza punti        | Grassetto=Pole position Corsivo=Giro più veloce |
| Legenda | Gara non valida | Non qual./Non part. | Ritirato/Non class. | Squalificato | "-" Dato non disp. | Grassetto=Pole position Corsivo=Giro più veloce |